# Heavens Gate
Pour les articles homonymes, voir Heaven's Gate.
Heavens Gate est un groupe de power metal allemand, originaire de Wolfsbourg, en Basse-Saxe. Le groupe est formé en 1982 sous le nom de Steeltower, et enregistre leur premier album, Night of the Dog en 1984. Le premier album publié sous le nom de Heavens Gate s'intitule In Control, en 1989. Heavens Gate est généralement considéré comme un pionnier du power metal allemand, à l'instar d'Helloween, Grave Digger, Running Wild et Rage. Ses influences principales viennent de groupes tels que Hellowenn et Judas Priest. Le groupe est officiellement dissous en 1999.

## Biographie
Le groupe est formé sous le nom de Steeltower en 1982. Après la production d'une démo, le groupe reçoit une offre du Frank Bornemann de chez Warner Chapell/Edition Metromania. Le groupe est alors invité à Hanovre au Horus Sound Studio pour l'enregistrement d'une démo professionnelle avec le producteur Ralf Krause. En 1984, le groupe enregistre leur premier album, Night of the Dog en 1984. En 1987, le groupe change de nom pour celui de Heavens Gate. En été 1988, le groupe signe un contrat d'enregistrement avec le label No Remorse Records. Peu avant, Ingo Millek quitte le groupe, et est remplacé par le guitariste Sascha Paeth. 
Entre octobre et novembre 1988, le groupe s'attèle à l'enregistrement de leur premier album studio. Leur premier album studio, In Control, est publié en 1989 au Japon, et est classé dans le top 10 des classements locaux. La même année, ils enregistrent le mini-album Open the Gate and Watch au Horus Studio. En 1990, ils passent au label SPV/Steamhammer. Leur deuxième album, Livin' In Hysteria, est publié en 1991. Il se vend au Japon à 40 000 exemplaires. En 1992 sort l'album Hell for Sale, dont la sortie est suivie par une grande tournée. Ils jouent au légendaire club Chitta de Tokyo. Ils publient en 1993 l'album live Live for Sale. Après le départ du bassiste Manni Jordan, celui-ci est remplacé par le multi-instrumentiste Robert Hunecke-Rizzo. Le guitariste Sascha Paeth produit en 1996 l'album Planet E. Il est suivi par l'album In The Mood (1997) et Menergy (1999). Le groupe se sépare officiellement en 1999. 
Le 19 juin 2015 sort l'album posthume Best for Sale, une compilation de leurs meilleures chansons.

## Membres

### Derniers membres
- Thomas Rettke - chant (1987-1999)[1]
- Sascha Paeth - guitare (1987-1999)[1]
- Bonny Bilski - guitare (1987-1999)[1]
- Thorsten Müller - batterie (1987-1999)[1]
- Robert Hunecke-Rizzo - basse (1996-1999)[1]

### Anciens membres
- Ingo Millek - guitare (1987)[1]
- Manni Jordan - basse (1987-1995)[1]

## Discographie

### Albums studio
- 1989 : In Control
- 1991 : Livin' In Hysteria
- 1992 : Hell for Sale!
- 1996 : Planet E.
- 1999 : Menergy

### Album live
- 1994 : Live for Sale!

### EPs
- 1990 : Open the Gate and Watch!
- 1992 : More Hysteria
- 1997 : In the Mood

### Compilations
- 1999 : Boxed
- 2015 : Best for Sale